# Надпись любимца

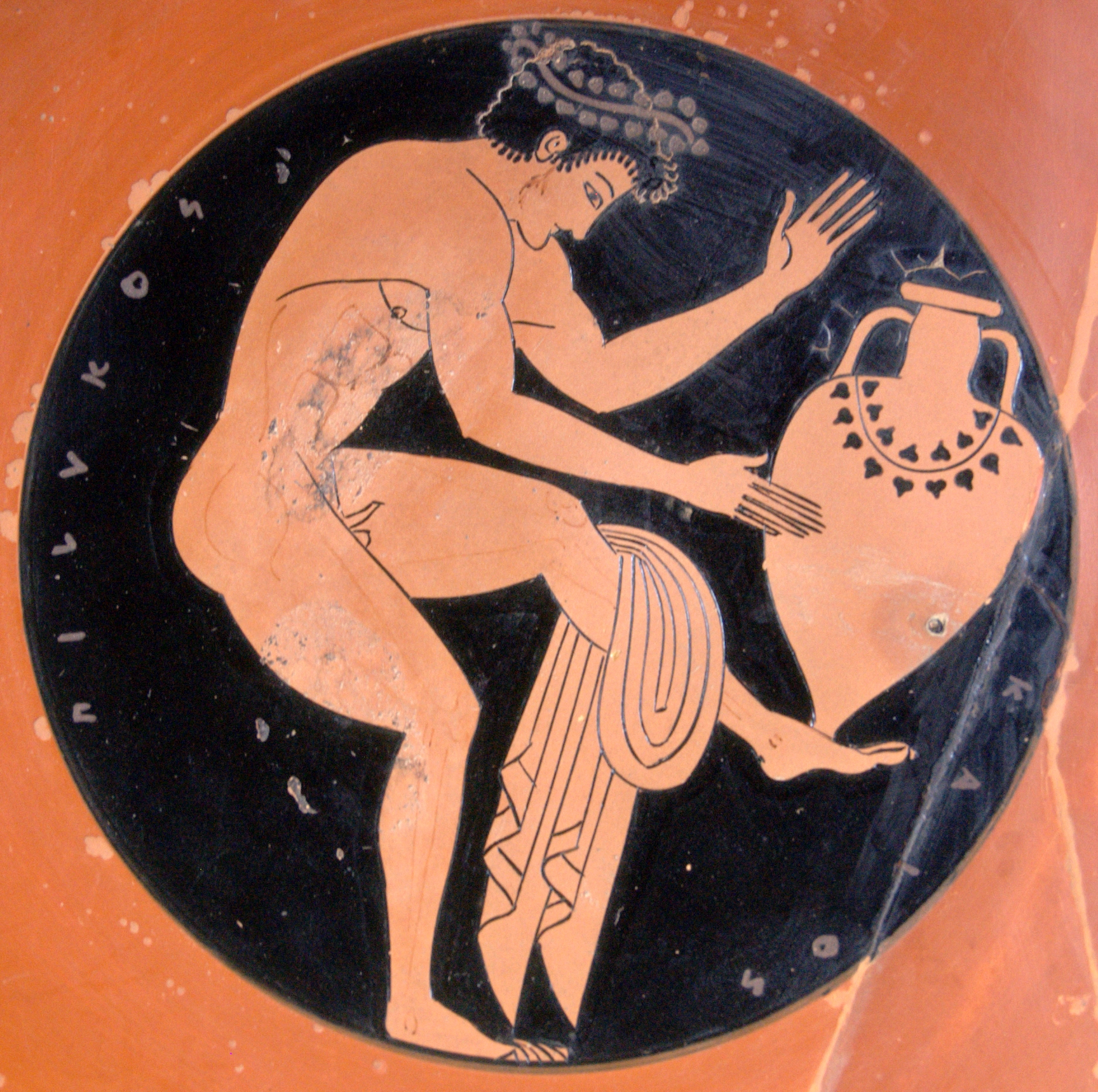
Киликс-билингва, комаст со скифосом, надпись Калос: ΕΠΙΛΥΚΟΣ ΚΑΛΟΣ — «Эпилик прекрасный», Лувр

Надпись любимца (Надпись Калос) — форма эпиграфики, распространенная в вазописи древнегреческой керамики в период между 550 и 450 годами до н. э., в основном встречается на симпосийных вазах.
Надпись выглядела: «Καλός ХХ», что переводится как «Прекрасный ХХ». Упомянутые имена всегда указывали на юношу или юную девушку. В последнем случае вместо Καλός употреблялось прилагательное женского рода Καλή. Исследователь этих надписей Кролл отмечает, что женских имен встречается не более 30, тогда как мужских — 528.
Назначение надписей Калос остается неизвестным. Одни исследователи предполагают, что надписи Калос характеризуются эротической коннотацией и имели цель выразить любовные чувства вазописца или заказчика росписи для вазы с юношей. Другие считают, что такие надписи заказывались богатыми родами, чтобы возвеличить своего отпрыска, создать его культ.